# COPSS Distinguished Achievement Award and Lectureship
Pour les articles homonymes, voir Fisher.

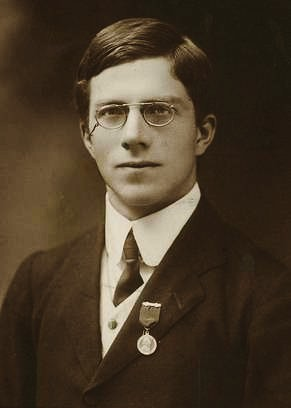
Ronald Fisher en 1913

Le Programme de conférences de la COPSS (en anglais, COPSS Distinguished Achievement Award and Lectureship, anciennement connu Programme de conférences R. A. Fisher, en anglais R. A. Fisher Lectureship) est une distinction mathématique dans les sciences statistiques. Il montre une très grande reconnaissance de l'accomplissement et des études en statistiques, et reconnaît le fort impact des méthodes statistiques sur les recherches scientifiques.

## Histoire
La conférence Fisher est donnée à l'occasion de chacun des Joint Statistical meetings en Amérique du Nord et elle est par la suite publiée dans une revue de statistiques. Le conférencier lauréat reçoit une plaque et un prix en argent de 1000$. Le prix a été créé en 1963 par le Comité des présidents de sociétés statistiques (COPSS) nord américain en l'honneur du statisticien et biologiste anglais Ronald Aylmer Fisher (1890–1962). Il est décerné chaque année si un candidat considéré admissible et digne est trouvé, ce qui n'a pas été le cas en cinq occasions à ce jour (2018).
En juin 2020, le nom du prix est changé en COPSS Distinguished Achievement Award and Lectureship après des débats concernant les idées controversées de Fisher sur les races et l'eugénisme.

## Liste des Conférenciers
- 1964 Maurice Bartlett
- 1965 Oscar Kempthorne (en)
- 1967 John Tukey
- 1968 Leo Goodman
- 1970 Leonard Savage
- 1971 Cuthbert Daniel
- 1972 William Cochran
- 1973 Jerome Cornfield (en)
- 1974 George Box
- 1975 Herman Chernoff
- 1976 George Alfred Barnard (en)
- 1977 Raj Chandra Bose
- 1978 William Kruskal
- 1979 C. R. Rao
- 1982 Francis Anscombe
- 1983 I. R. Savage
- 1985 Theodore Wilbur Anderson (en)
- 1986 David Blackwell
- 1987 Frederick Mosteller
- 1988 Erich Leo Lehmann
- 1989 David R. Cox
- 1990 Donald A. S. Fraser (en)
- 1991 David R. Brillinger (en)
- 1992 Paul Meier
- 1993 Herbert Robbins
- 1994 Elizabeth A. Thompson
- 1995 Norman Breslow (en)
- 1996 Bradley Efron
- 1997 Colin Lingwood Mallows (en)
- 1998 Arthur P. Dempster
- 1999 Jack Kalbfleisch
- 2000 Ingram Olkin
- 2001 Jim Berger (en)
- 2002 Raymond J. Carroll (en)
- 2003 Adrian F. M. Smith (en)
- 2004 Donald Rubin
- 2005 R. Dennis Cook
- 2006 Terence Speed (en)
- 2007 Marvin Zelen (en)
- 2008 Ross Prentice (en)
- 2009 Noel Cressie (en)
- 2010 Bruce G. Lindsay (en)
- 2011 C.F. Jeff Wu (en)
- 2012 Roderick Little
- 2013 Peter J. Bickel (en)
- 2014 Grace Wahba
- 2015 Stephen Fienberg
- 2016 Alice S. Whittemore[2]
- 2017 Robert E. Kass[3]
- 2018 Susan Murphy[4]
- 2019 Paul R. Rosenbaum (en)
- 2020 Kathryn Roeder[5]
- 2021 Wing Hung Wong (en)
- 2022 Nancy Reid
- 2023 Bin Yu
- 2024 Robert Tibshirani
- 2025 James Robins (en)

## Autres séries de conférences nommées d'après R. A. Fisher
Deux autres séries de conférences sont également nommées d'après R. A. Fisher:
- La Conférence Commémorative Fisher sur une application des mathématiques à la biologie, généralement donnée au Royaume-Uni, pour la première fois en 1964.
- La Conférence Sir Ronald Fisher sur la génétique, la biologie de l'évolution ou la statistique, donnée à l'Université d'Adélaïde, en Australie, pour la première fois en 1990.